# والدة الإله

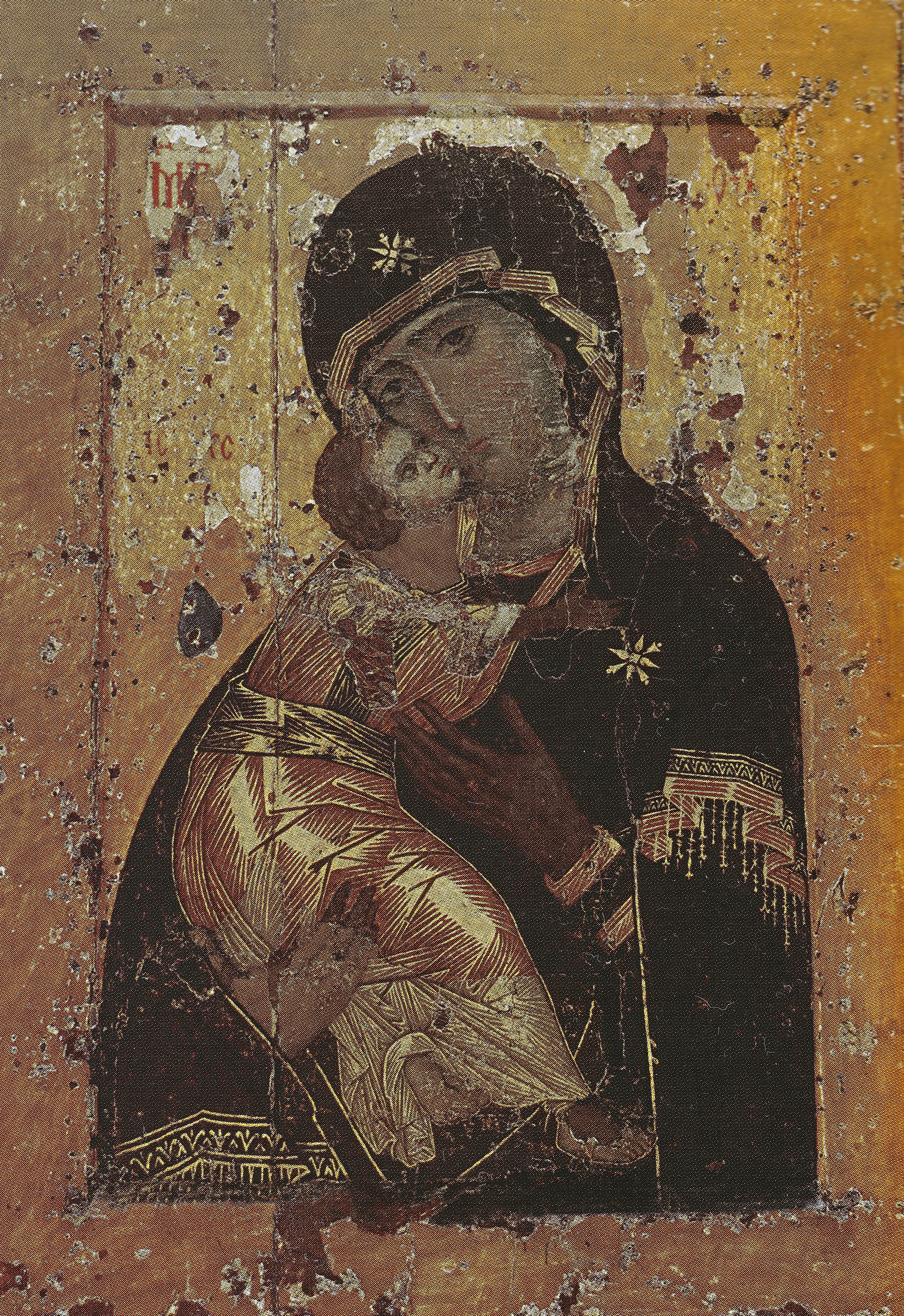
أيقونة ثيوتوكس فلاديمير أي والدة الإله سيدة فلاديمير.

والدة الإله (باليونانية: Θεοτόκος - "ثيوتوكس")، هو مصطلح لاهوتي مسيحي يطلق على السيدة مريم العذراء، ويستخدم في الأرثوذكسية المشرقية، والأرثوذكسية الشرقية والكنائس الكاثوليكية الشرقية.
المصطلح اليوناني مركب من كلمتين باليونانية: Θεός وتعني الإله، وτόκος وتعني الولادة أو الوضع، ولذا فإن ثيؤطوكس تعني والدة الإله.
في سنة 431، اعترف المجمع المسكوني الثالث بهذا المصطلح على أنه مصطلح صحيح وأن «مريم العذراء هي والدة الإله لأن ابنها يسوع هو شخص يجمع بين كلا من صفتي الألوهية والبشرية».

## استخدام الكلمة في بدايات المسيحية
الكثير من آباء الكنيسة أطلقوا كلمة ثيوطوكس على مريم العذراء منذ ما لا يقل عن القرن الثالث الميلادي، ويقال أن أوريجانوس (توفي في حدود 254) هو أول كاتب أشار إلى هذا المصطلح، إلا أن النص الذي يُعتقد أنه استخدم فيه الكلمة بالتحديد غير معروف. ديونيسيوس بابا الإسكندرية استخدم الكلمة في حوالي سنة 250 في أحد رسائله الإنجيلية.
رى المسيحيون أيضًا بأن إكرام مريم هو إكرام للمسيح نفسه، لذلك فقد خصصت الكنيسة عددًا كبيرًا من الأعياد المريمية وأغدقت عليها العديد من الألقاب، ويستمد بعضها من العهد القديم، سوى ذلك تدعى العذراء «أم الله» وقد دار جدال لاهوتي في القرن الخامس حول شرعية استخدام هذا اللقب، خصوصًا إثر تعاليم نسطور الذي اعتقد بأن الابن الكلمة قد حلّ في يسوع وقت العماد وليس يسوع هو الابن، وبالتالي فضل نسطور دعوة العذراء «أم المسيح» وليس «أم الله»، بيد أن مجمع أفسس سنة 431 قد حسم الجدل باعتماد مصطلح ثيوتوكس التي تعني بالعربية والدة الإله، ويشير هذا المصطلح إلى أنها والدة الله حسب الجسد وليست والدة اللاهوت في الله. حكم المجمع أيضًا بالهرطقة على نسطور.
لا يمكن اعتبار رفض نسطور بطريرك القسطنطينية تسمية مريم والدة الله، مرتبطًا بها بشكل مباشر، بل إن نسطور وكذلك الكنائس التي لا تزال تتبع عقيدته وهي كنيسة المشرق الآشورية وكنيسة المشرق القديمة يقرون مبدأ تبجيل العذراء وإكرامها؛ غير أن الخلاف الناشئ حول اللقب يأت من الخلاف حول يسوع نفسه؛ آمن نسطور كسائر المسيحيين بالثالوث الأقدس لكنه رفض اعتبار الابن ثاني الأقانيم الإلهية حسب المعتقدات المسيحية هو يسوع، بل ظهر الابن أو تجلى في يسوع وقت العماد، وبناءً على نظرته نحو يسوع وجد نسطور أن لقب “والدة الله” يعتبر هرطوقيًا وأنه يجب استبداله بلقب “والدة المسيح”.
عندما أدان مجمع أفسس عام 431 العقيدة النسطورية أقر رسميًا استعمال لفظ «ثيوتوكوس» (باليونانية: Θεοτόκος) للإشارة إلى مريم العذراء، تترجم في اللغة العربية غالبًا بوالدة الله أو أم الله أو والدة الإله، وتعني حرفيًا في اللغة اليونانية مانحة الإله. أضاف المجمع أيضًا القسم الأخير من السلام الملائكي الصلاة الأشهر للعذراء في المسيحية، وهو: يا قديسة مريم، يا والدة الله، صلّي لأجلنا نحن الخطأة الآن وفي ساعة موتنا. آمين. كإقرار من آباء الكنيسة بمصطلح والدة الله وبعقيدة شفاعة العذراء.
لا يشير المصطلح في العقيدة المسيحية إلى أن العذراء ذات طبيعة إلهية أو أنها إله لكونها قد أنجبت الإله، بل يشير أنها حبلت وأنجبت بيسوع الذي هو وفق المعتقدات المسيحية إله منذ الأزل، ولكونها قد حبلت بالإله تستحق أن تنادى والدة الله، وقد دعيت به صراحة في لوقا 46/1 وورد أيضًا في مجمع الإسكندرية المحلي الذي انعقد عام 320 لإدانة الآريوسية.

## معرض صور

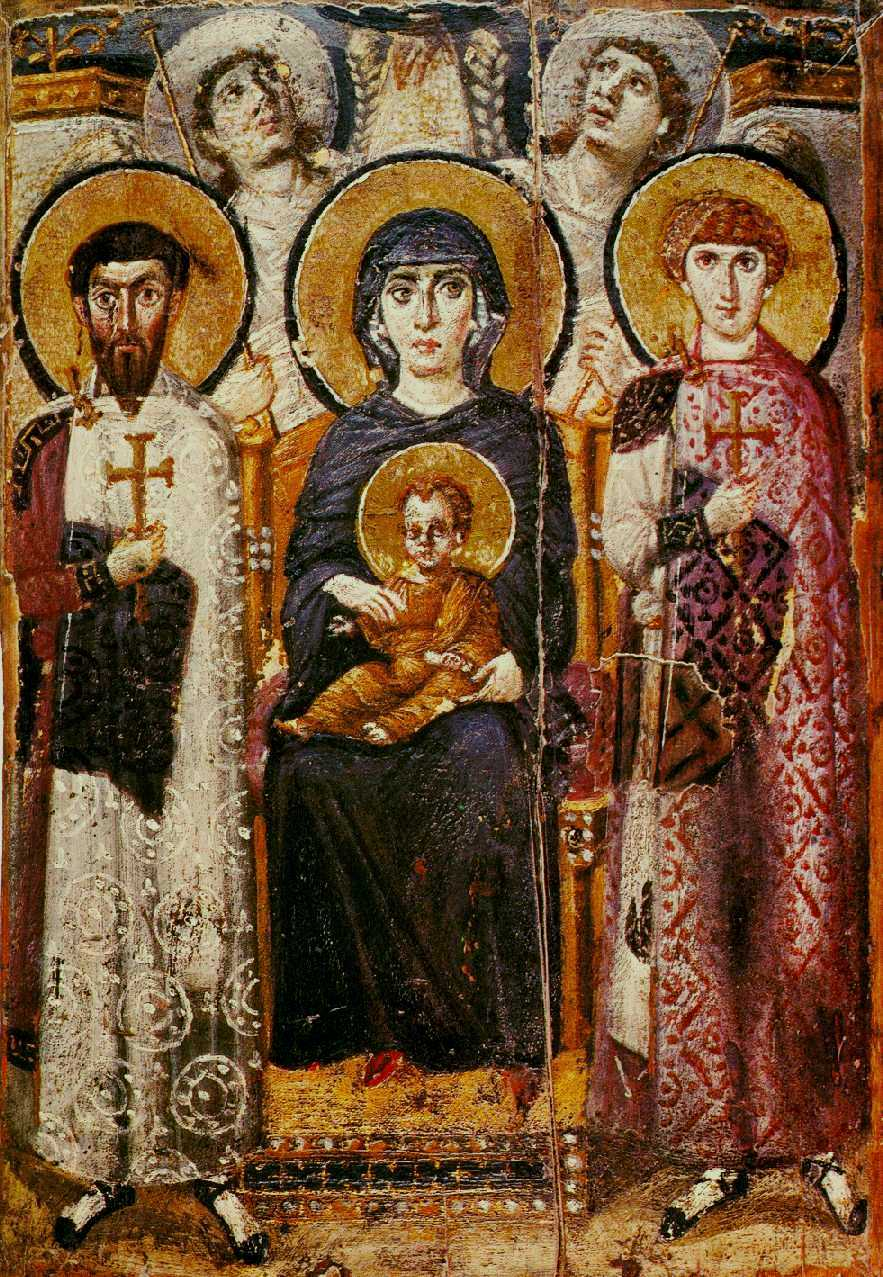
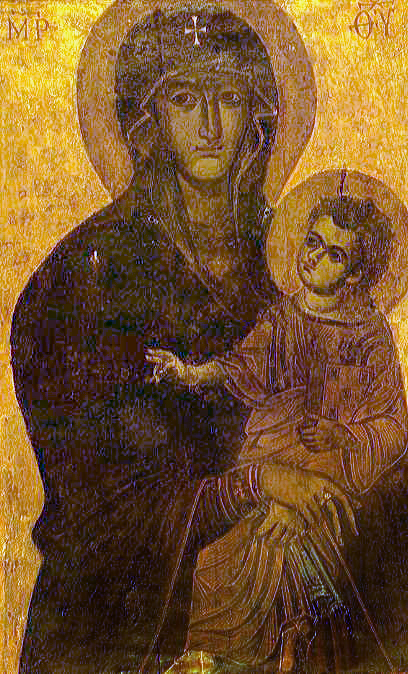
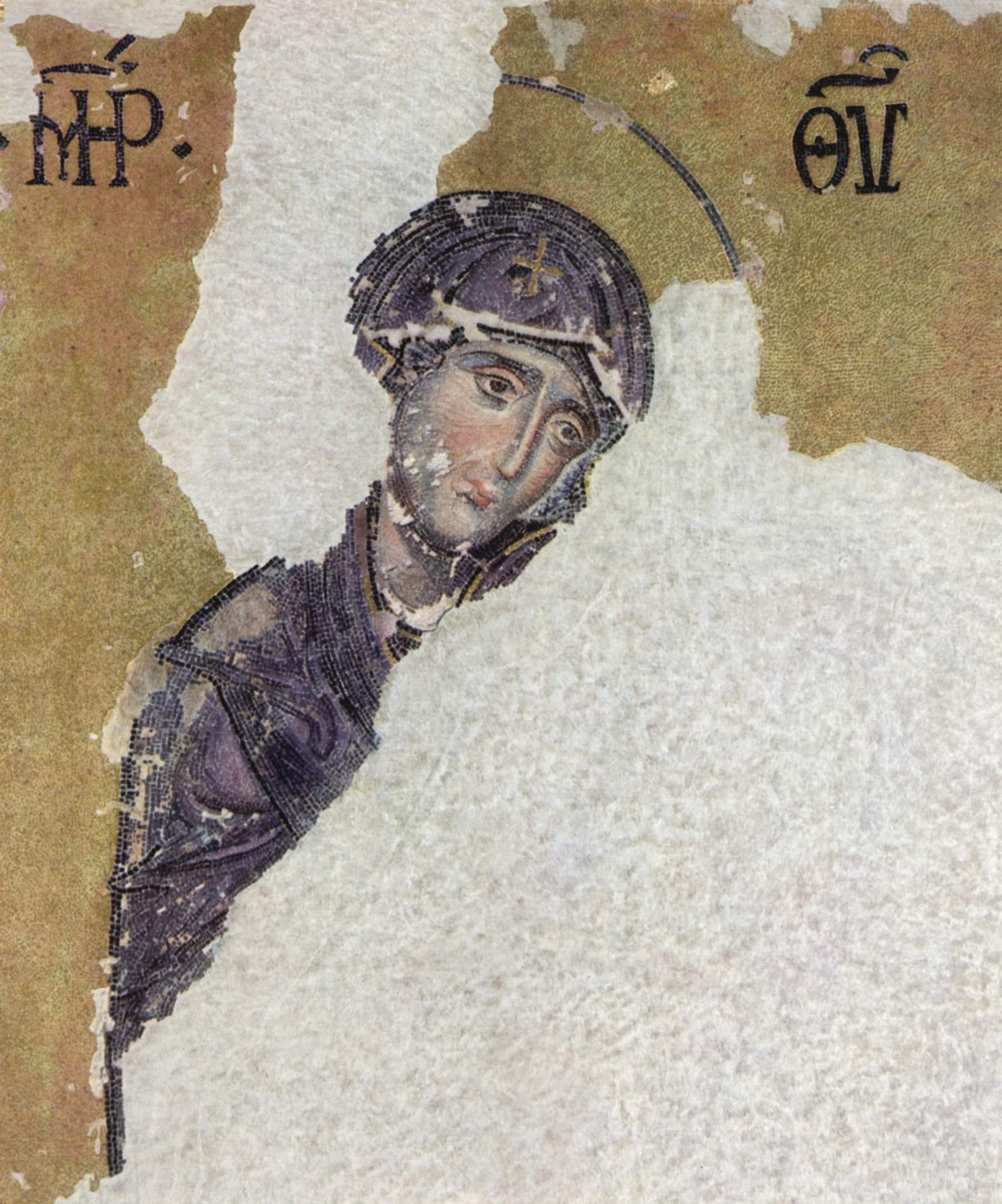
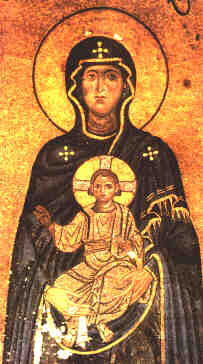
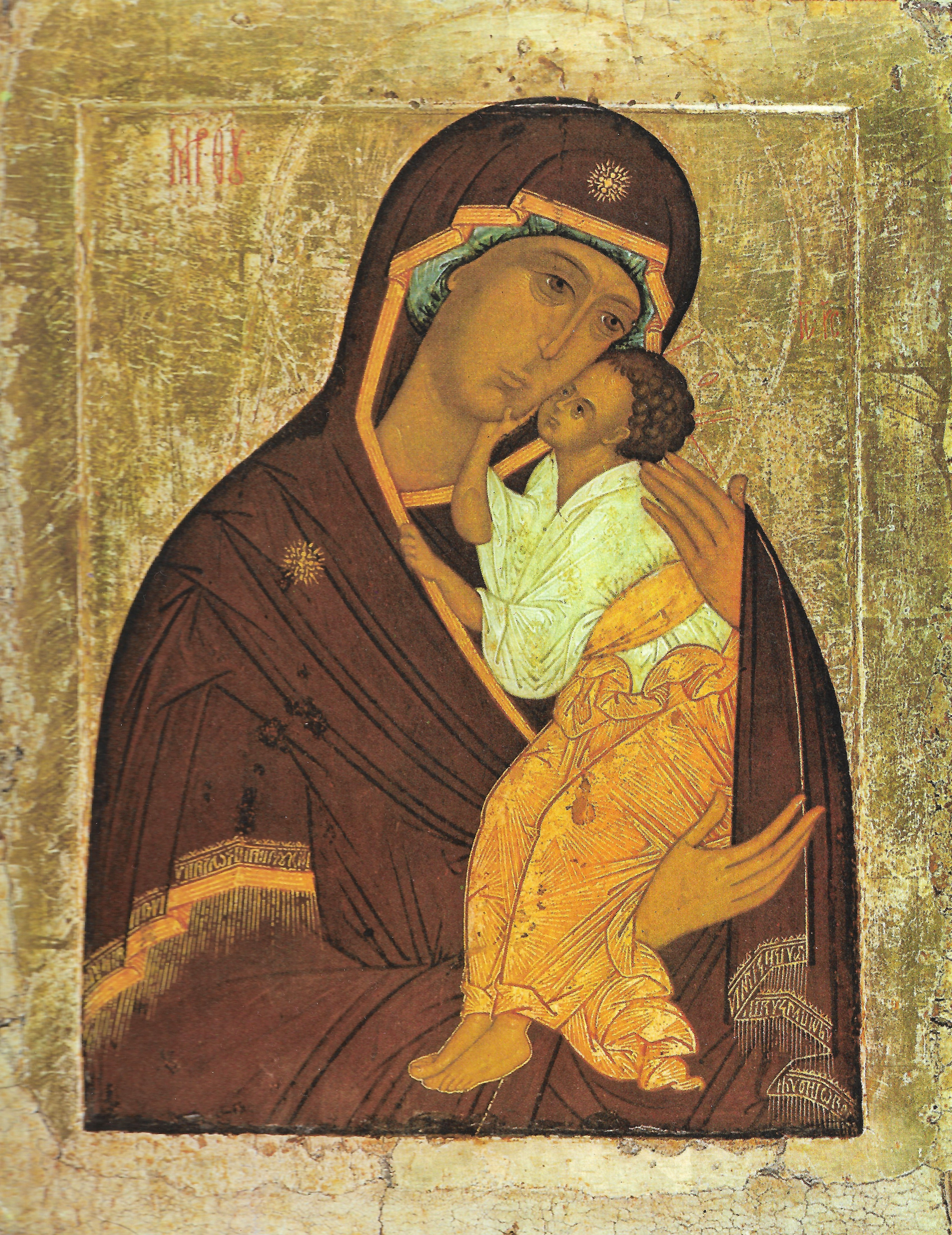
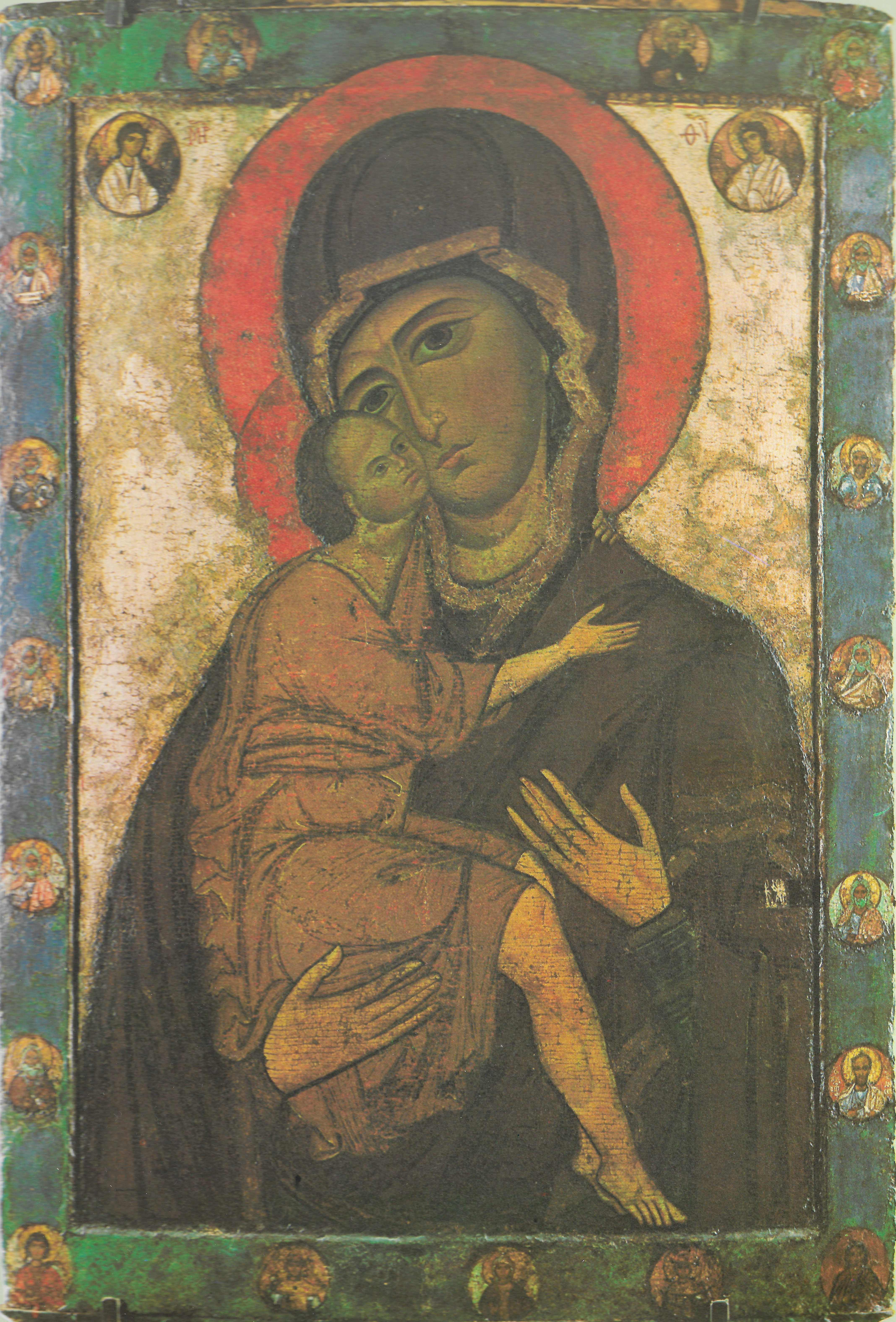
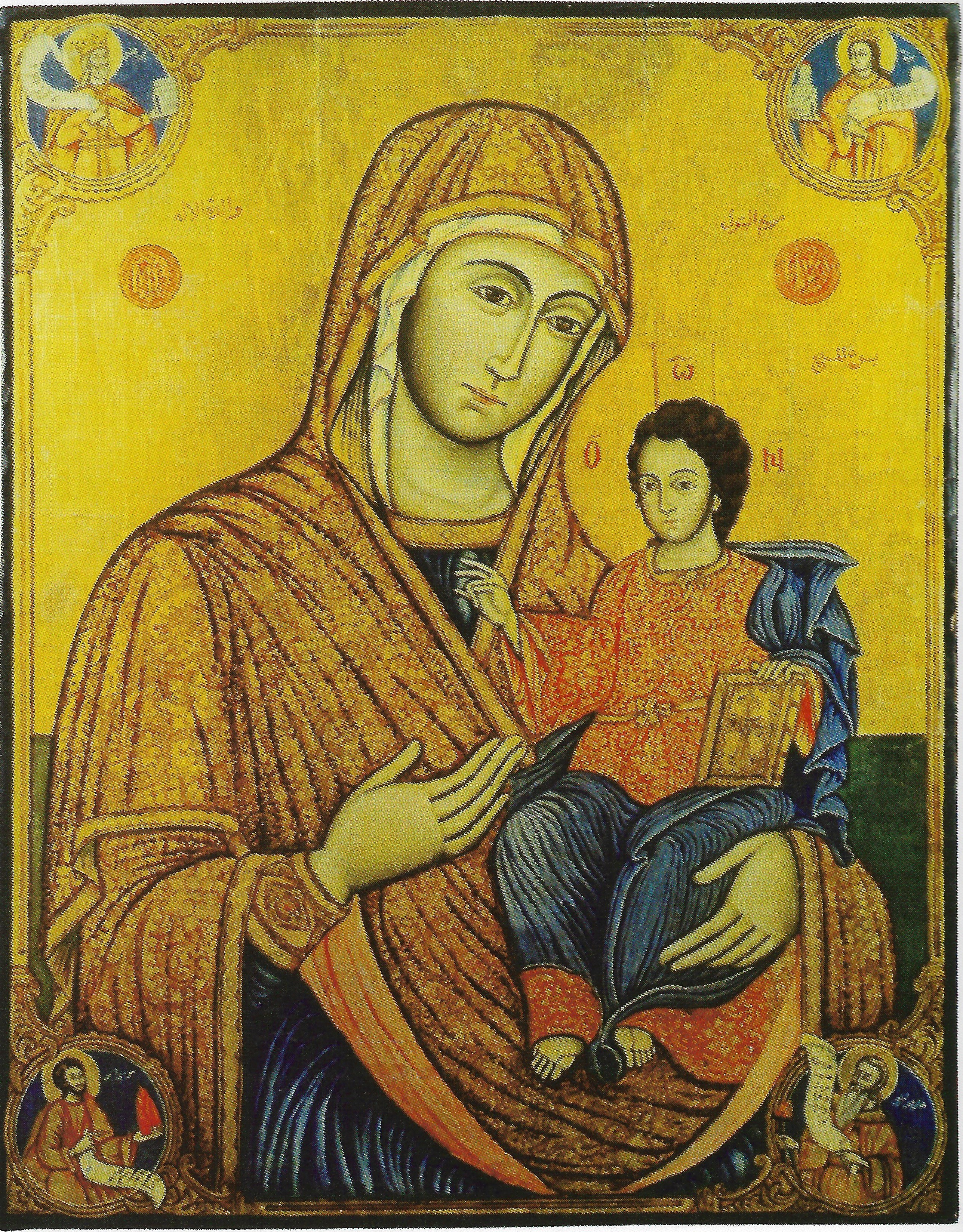
منمنمة أرمنية لوالدة الإله من القرن العاشر.